# Jeff Tarango
Jeffrey Gail Tarango (ur. 20 listopada 1968 w Manhattan Beach) – amerykański tenisista, olimpijczyk z Sydney (2000).

## Kariera tenisowa
Jako zawodowy tenisista występował w latach 1989–2003.
W grze pojedynczej wygrał dwa turnieje rangi ATP World Tour, najpierw w Wellington, a potem w Tel Awiwie (oba w sezonie 1992). Ponadto przegrał 4 finały.
W grze podwójnej Amerykanin jest zwycięzcą 14 turniejów rangi ATP World Tour oraz 12 razy był finalistą. W roku 1999 doszedł wspólnie z Goranem Ivaniševiciem do finału na kortach im. Rolanda Garrosa nie tracąc po drodze seta. W pojedynku finałowym zmierzyli się z deblem Mahesh Bhupathi–Leander Paes. Mecz zakończył się porażką pary Tarango–Ivanišević 2:6, 5:7. W sezonie 2001 był w półfinale Rolanda Garrosa, wspólnie startując z Michaelem Hillem. Para ta przegrała mecz o udział w finale z Bhupathim i Paesem.
Podczas Wimbledonu 1995 został ukarany dyskwalifikacją w meczu trzeciej rundy przeciwko Alexandrowi Mronzowi za obrażanie sędziego. Konsekwencją jej było niedopuszczenie Amerykanina rok później do występów na londyńskich kortach.
W 2000 roku zagrał na igrzyskach olimpijskich w Sydney w konkurencji singla. Odpadł z rywalizacji w 2 rundzie pokonany przez Mariana Zabaletę.
W rankingu gry pojedynczej Tarango najwyżej był na 42. miejscu (2 listopada 1992), a w klasyfikacji gry podwójnej na 10. pozycji (18 października 1999).
Po zakończeniu kariery zajął się komentowaniem meczów tenisowych dla takich stacji jak BBC, ESPN, Tennis Channel, Fox Broadcasting Company i DirecTV.

### Finały w turniejach ATP World Tour
| Legenda                                      |
| -------------------------------------------- |
| Wielki Szlem                                 |
| Igrzyska olimpijskie                         |
| Tennis Masters Cup / ATP Finals              |
| ATP Masters Series / ATP Tour Masters 1000   |
| ATP International Series Gold / ATP Tour 500 |
| ATP International Series / ATP Tour 250      |

#### Gra pojedyncza (2–4)
| Końcowy wynik | Nr | Data                 | Turniej    | Nawierzchnia | Przeciwnik       | Wynik finału     |
| ------------- | -- | -------------------- | ---------- | ------------ | ---------------- | ---------------- |
| Finalista     | 1. | 21 sierpnia 1988     | Livingston | Twarda       | Andre Agassi     | 2:6, 4:6         |
| Finalista     | 2. | 21 kwietnia 1991     | Seul       | Twarda       | Patrick Baur     | 4:6, 6:1, 6:7(5) |
| Zwycięzca     | 1. | 5 stycznia 1992      | Wellington | Twarda       | Aleksandr Wołkow | 6:1, 6:0, 6:3    |
| Zwycięzca     | 2. | 18 października 1992 | Tel Awiw   | Twarda       | Stéphane Simian  | 4:6, 6:3, 6:4    |
| Finalista     | 3. | 18 września 1994     | Bordeaux   | Twarda       | Wayne Ferreira   | 0:6, 5:7         |
| Finalista     | 4. | 1 sierpnia 1999      | Umag       | Ceglana      | Magnus Norman    | 2:6, 4:6         |

#### Gra podwójna (14–12)
| Końcowy wynik | Nr  | Data                 | Turniej            | Nawierzchnia    | Partner          | Przeciwnicy                        | Wynik finału        |
| ------------- | --- | -------------------- | ------------------ | --------------- | ---------------- | ---------------------------------- | ------------------- |
| Finalista     | 1.  | 19 czerwca 1994      | St. Pölten         | Ceglana         | Adam Malik       | Vojtěch Flégl Andrew Florent       | 6:3, 1:6, 4:6       |
| Zwycięzca     | 1.  | 30 kwietnia 1995     | Seul               | Twarda          | Sébastien Lareau | Joshua Eagle Andrew Florent        | 6:3, 6:2            |
| Zwycięzca     | 2.  | 23 lipca 1995        | Waszyngton         | Twarda          | Olivier Delaître | Petr Korda Cyril Suk               | 1:6, 6:3, 6:2       |
| Zwycięzca     | 3.  | 17 września 1995     | Bukareszt          | Ceglana         | Mark Keil        | Cyril Suk Daniel Vacek             | 6:4, 7:6            |
| Zwycięzca     | 4.  | 14 lipca 1996        | Båstad             | Ceglana         | David Ekerot     | Joshua Eagle Peter Nyborg          | 6:4, 3:6, 6:4       |
| Zwycięzca     | 5.  | 15 września 1996     | Bukareszt          | Ceglana         | David Ekerot     | David Adams Menno Oosting          | 7:6, 7:6            |
| Finalista     | 2.  | 13 kwietnia 1997     | Hongkong           | Twarda          | Karsten Braasch  | Martin Damm Daniel Vacek           | 3:6, 4:6            |
| Finalista     | 3.  | 18 stycznia 1998     | Auckland           | Twarda          | Tom Nijssen      | Patrick Galbraith Brett Steven     | 4:6, 2:6            |
| Finalista     | 4.  | 2 sierpnia 1998      | Los Angeles        | Twarda          | Daniel Vacek     | Patrick Rafter Sandon Stolle       | 4:6, 4:6            |
| Zwycięzca     | 6.  | 15 listopada 1998    | Moskwa             | Dywanowa (hala) | Jared Palmer     | Jewgienij Kafielnikow Daniel Vacek | 6:4, 6:7, 6:2       |
| Zwycięzca     | 7.  | 17 stycznia 1999     | Auckland           | Twarda          | Daniel Vacek     | Jiří Novák David Rikl              | 7:5, 7:5            |
| Zwycięzca     | 8.  | 14 lutego 1999       | Petersburg         | Dywanowa (hala) | Daniel Vacek     | Menno Oosting Andrei Pavel         | 3:6, 6:3, 7:5       |
| Zwycięzca     | 9.  | 18 kwietnia 1999     | Tokio              | Twarda          | Daniel Vacek     | Wayne Black Brian MacPhie          | 4:3 krecz           |
| Finalista     | 5.  | 6 czerwca 1999       | French Open, Paryż | Ceglana         | Goran Ivanišević | Mahesh Bhupathi Leander Paes       | 2:6, 5:7            |
| Zwycięzca     | 10. | 11 lipca 1999        | Båstad             | Ceglana         | David Adams      | Nicklas Kulti Mikael Tillström     | 7:6(6), 6:4         |
| Zwycięzca     | 11. | 19 września 1999     | Bournemouth        | Ceglana         | David Adams      | Michael Kohlmann Nicklas Kulti     | 6:3, 6:7(5), 7:6(5) |
| Zwycięzca     | 12. | 3 października 1999  | Tuluza             | Twarda (hala)   | Olivier Delaître | David Adams John-Laffnie de Jager  | 3:6, 7:6(2), 6:4    |
| Finalista     | 6.  | 16 stycznia 2000     | Auckland           | Twarda          | Olivier Delaître | Ellis Ferreira Rick Leach          | 5:7, 4:6            |
| Finalista     | 7.  | 15 października 2000 | Tokio              | Twarda          | Michael Hill     | Mahesh Bhupathi Leander Paes       | 4:6, 7:6(1), 3:6    |
| Zwycięzca     | 13. | 26 listopada 2000    | Brighton           | Twarda (hala)   | Michael Hill     | Paul Goldstein Jim Thomas          | 6:3, 7:5            |
| Finalista     | 8.  | 18 lutego 2001       | Marsylia           | Twarda (hala)   | Michael Hill     | Julien Boutter Fabrice Santoro     | 6:7(7), 5:7         |
| Zwycięzca     | 14. | 15 kwietnia 2001     | Casablanca         | Ceglana         | Michael Hill     | Pablo Albano David Macpherson      | 6:7(2), 3:6         |
| Finalista     | 9.  | 15 lipca 2001        | Gstaad             | Ceglana         | Michael Hill     | Roger Federer Marat Safin          | 1:0 krecz           |
| Finalista     | 10. | 22 lipca 2001        | Stuttgart          | Ceglana         | Michael Hill     | Guillermo Cañas Rainer Schüttler   | 6:4, 6:7(1), 4:6    |
| Finalista     | 11. | 7 października 2001  | Moskwa             | Dywanowa (hala) | Mahesh Bhupathi  | Maks Mirny Sandon Stolle           | 3:6, 0:6            |
| Finalista     | 12. | 21 października 2001 | Stuttgart          | Twarda (hala)   | Ellis Ferreira   | Maks Mirny Sandon Stolle           | 6:7, 6:7(4)         |